# Moespot
Moespot is een buurtschap, horend bij het dorp Sint Jansklooster, in de gemeente Steenwijkerland (in de Kop van Overijssel) in de Nederlandse provincie Overijssel. Van 1818 tot 1942 behoorde het tot Ambt Vollenhove. In de kleine buurtschap bevonden zich meer dan twee eeuwen lang twee horecagelegenheden met dezelfde naam Moespot.

## De twee moespotten
De buurtschap werd officieel in 1652 voor het eerst onder die naam genoemd. 
De naam is naar alle waarschijnlijkheid afgeleid van het plaatselijke café De Moespot (letterlijk: een pot om groenten in te koken). De nederzetting was een van de vele die vanaf de 16e eeuw ontstaan waren bij sluizen of herbergen langs de land- en waterwegen, als gevolg van het door de turfwinning in het gebied toegenomen verkeer, . 
De herberg lag aan de verbindingsweg naar het noorden over de Zuiderzeedijk en vlak bij de voor het turfvervoer belangrijke waterweg, die nu Moespotsvaart heet. In verband met de voor de handel van Zwolle, Zwartsluis en Kuinre belangrijke ligging van de buurtschap bevond er zich ook een tolhuis.
Vanaf ca. 1730 tot 1967 waren er in de buurtschap vlak bij elkaar twee horecagelegenheden van die naam: het oudste noemde zich toen "Vanouds de Moespot". Beide waren ook gelijkaardig qua bouwtrant: ze hadden aan de kant van de weg een uitbouw met dubbele baanderdeuren, zodat voertuigen er voor het laden en lossen makkelijk doorheen konden rijden.
De oude Moespot wisselde vaak van eigenaar, meestal door ingrijpen van de overheid omdat het haardsteden- of zoutgeld niet betaald werd. 
Toen in 1721 een zekere Joost Hamers eveneens uit de zaak was gezet begon hij enkele jaren later meteen ernaast een concurrerende zaak, die zich nu twee deuren ten noorden ervan bevindt. Vanaf dan werd er in documenten onderscheid gemaakt tussen de oude en de nieuwe Moespot.
In de oude zaak was Hamers opgevolgd door Wolter Gerrits en deze op zijn beurt in 1733 door Hendrik Hendriks van Eele. Na nog verschillende andere eigenaars werd het pand in 1878 afgebroken en bouwde Derk de Lange in plaats ervan een nieuwe herberg (nog steeds “De Oude Moespot”), tevens kruidenierswinkel.

 
In de tweede helft van de 19e eeuw werd meermaals gepoogd een regelmatige postkoetsdienst te onderhouden tussen Blokzijl en Zwolle via Vollenhove. Maar een regelmatige dienst, onder de naam Vollenhoofse Diligence Onderneming was slechts constant actief van 1872 tot 1914, tussen Vollenhove en Zwartsluis; er waren ook perioden of dagen dat er doorgereden werd naar en van Zwolle, even was dit zelfs onderdeel van een postdienst tussen Zwolle en Lemmer en terug. De oude Moespot fungeerde daarbij in de buurtschap als wachtkamer voor de 'halte op verzoek', dit laatste werd dan aangegeven door een rode vlag uit te hangen.

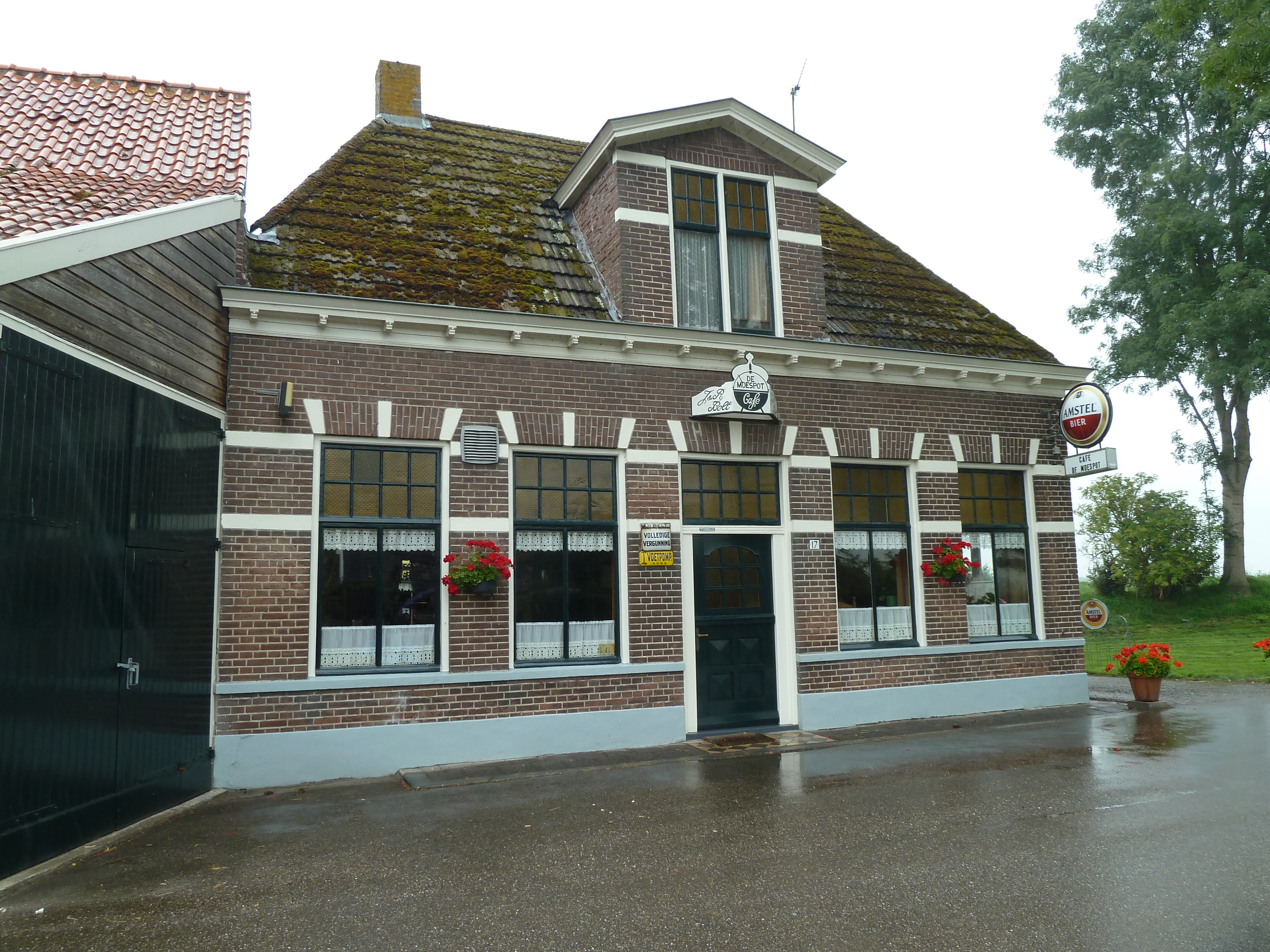
Sint Jansklooster: Café De (nieuwe) Moespot

Van 1914 tot 1934 liep het traject van de Tramlijn Zwolle - Blokzijl door de buurtschap; ook was het café een aansluitingspunt waar wagens van Van Gend & Loos stukgoederen haalden en brachten.
Na de opheffing van de spoorwegmaatschappij werd de lijn overgenomen door de busdienst Vervoermaatschappij De Noord-Westhoek, waarbij de 'halte op verzoek' bleef voortbestaan.
Van 1923 tot 1939 was de oude Moespot, in bezit van Jan van der Linde, niet alleen café en kruidenierswinkel maar tevens handel in kunstmest en andere agrarische artikelen (prikkeldraad, hooivorken, uiernetten, klompen...) en ook kantoor van de Boerenleenbank voor Ambt- en Stad Vollenhove. Als café eindigde de oude Moespot in 1967.
De rol van de dijk als verbindingsweg naar het noorden ging verloren door de inpoldering van de Noordoostpolder van 1937 tot 1942.

De nieuwe Moespot werd na de dood van diens vrouw door Joost Hamers aan de gereformeerde kerk van Vollenhove gegeven in ruil voor zijn opname in het Armenhuis.

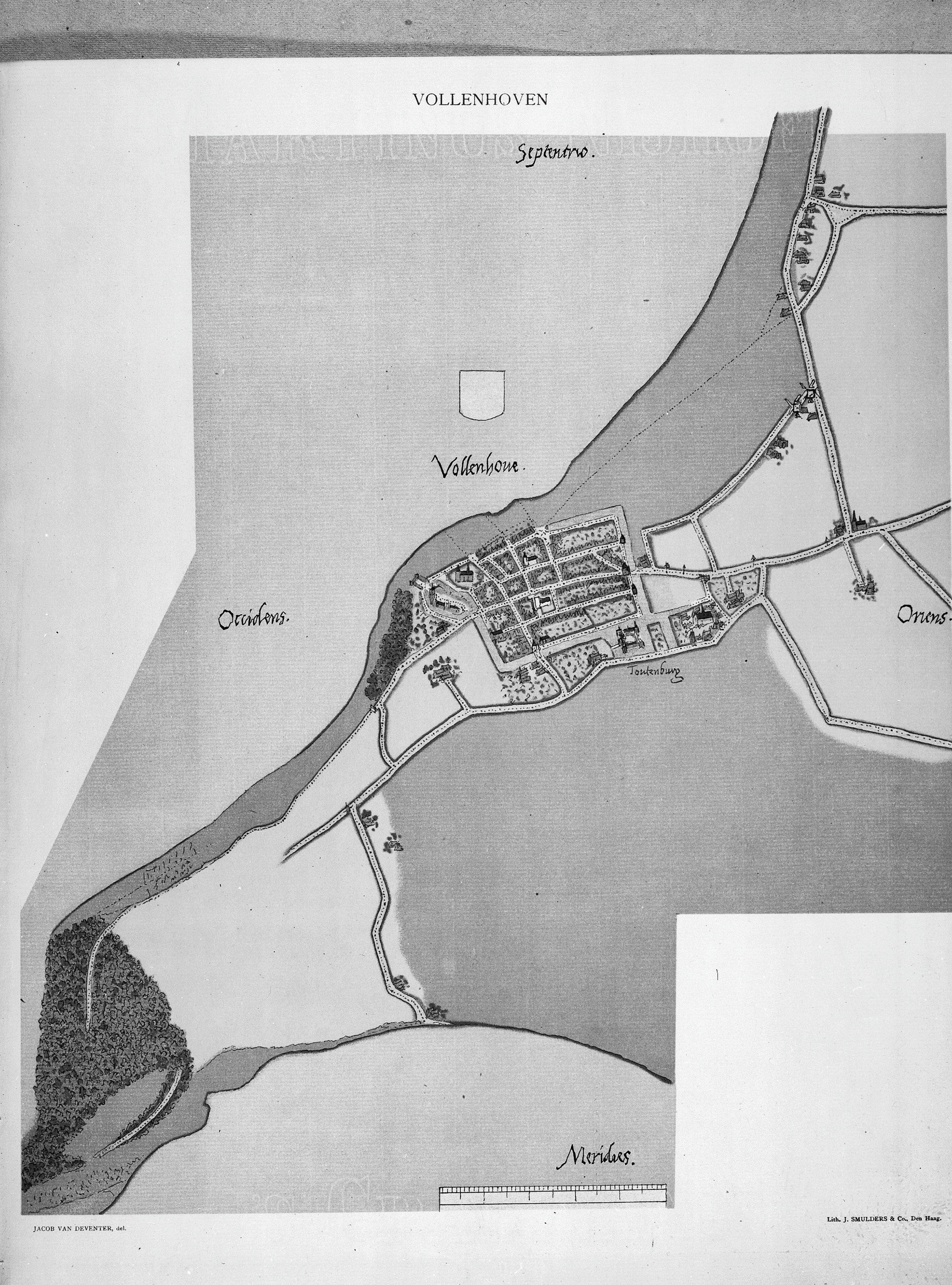
Plattegrond van Vollenhove (ca 1560) door Jacob van Deventer, met bovenaan rechts woningen op de plaats van het huidige Moespot

De kerk verhuurde het pand aan verschillende opeenvolgende uitbaters tot het in 1802 werd gekocht door Harmen Willems Israël. In 1843 werd het door brand verwoest, waarna het kleiner werd heropgebouwd. In 1879 werd het door de familie Belt van de kerk gekocht, geleidelijk weer uitgebreid (waarbij een luikje in de muur van de doorrit werd aangebracht om de koetsiers vanuit de gelagkamer van voedsel te voorzien) en door hen uitgebaat tot 2021.

## Ondergedoken piloten
Tijdens de Tweede Wereldoorlog werd het lokale kantoor van de Boerenleenbank (dat zich inmiddels op een steenworp zuidelijker bevond en ook daar tevens woonhuis was) gebruikt als een van de plaatsen waar geallieerde piloten, die in de Noordoostpolder waren neergekomen, tijdelijk verborgen werden gehouden, door de kassier Evert van der Linde. Hij stencilde er vanaf 1943 tot het einde van de oorlog op de machine van de bank ook de lokale uitgave van Strijdend Nederland (verzetsblad, Vollenhove). Ook werd vanuit zijn pand de overval gepland op 10 september 1943 op het distributiekantoor van Sint Jansklooster.